# Pizzo di Coca
Le Pizzo di Coca est un sommet des Alpes, à 3 052 m, point culminant des Alpes bergamasques et en particulier du chaînon des Alpes Orobie, en Italie (Lombardie).